# Matt Leacock

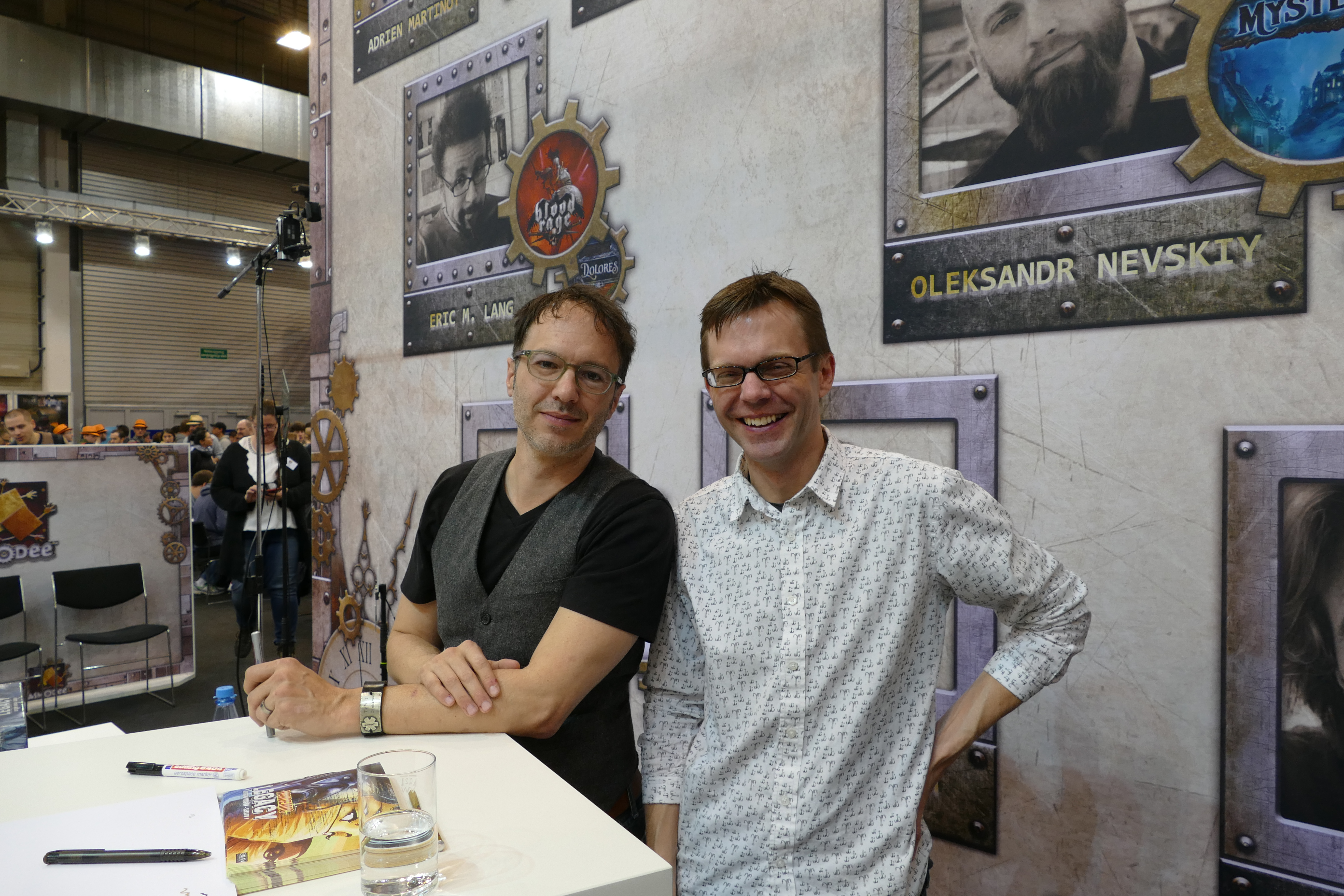
Rob Daviau (links) und Matt Leacock bei der Signierstunde am Stand mit ihrem Spiel Pandemic Legacy auf den Internationalen Spieltagen SPIEL 2016 in Essen

Matt Leacock (geboren 1971 in Saint Paul, Minnesota) ist ein amerikanischer Spieleautor, der vor allem für die Entwicklung des Spiels Pandemie bekannt wurde.

## Biografie
Matt Leacock begann in den 1990er Jahren, einzelne Spiele zu entwickeln. Das erste veröffentlichte Spiel war Borderlands im Jahr 1995. 2008 veröffentlichte er zum einen eine Würfelspielversion Im Wandel der Zeiten – Das Würfelspiel – Bronzezeit des erfolgreichen Spiels Im Wandel der Zeiten von Vlaada Chvátil, zum anderen das sehr erfolgreiche kooperative Brettspiel Pandemie, zu dem in den Folgejahren mehrere Ergänzungen erschienen. Sowohl Pandemie wie auch Im Wandel der Zeiten – Das Würfelspiel – Bronzezeit wurden in der jeweils deutschsprachigen Version zum Spiel des Jahres nominiert, ebenso wie das 2010 entwickelte Die verbotene Insel. 2013 entwickelte Leacock mit Die vergessene Stadt einen Nachfolger für Die verbotene Insel, zudem erschienen weitere Versionen der Pandemie-Reihe. 2015 arbeitete Leacock mit dem ehemaligen Hasbro-Mitarbeiter Rob Daviau zusammen, um das von diesem entwickelte Konzept der Legacy-Spiele in die Pandemie-Reihe zu integrieren, als Ergebnis veröffentlichten sie gemeinsam Pandemic Legacy (Season 1). Pandemic Legacy (Season 1) wurde sowohl für das Kennerspiel des Jahres wie auch für den Deutschen Spielepreis sowie für den Gamers Choice Awards nominiert.

## Auszeichnungen
Mehrere Spiele von Matt Leacock wurden für verschiedene Spielepreise nominiert oder konnten diese gewinnen:
- Spiel des Jahres:
  - Pandemic Legacy: Season 2: Sonderpreis 2018
  - Pandemie: Nominierungsliste 2009
  - Im Wandel der Zeiten – Das Würfelspiel – Bronzezeit: Nominierungsliste 2010
  - Die verbotene Insel: Nominierungsliste 2011
- Kennerspiel des Jahres
  - Pandemic Legacy: Season 1: Nominierungsliste 2016
  - e-Mission: Gewinner 2024
  - Zug um Zug Legacy: Legenden des Westens: Nominierungsliste 2024
- Deutscher Spielepreis:
  - Pandemie: Platz 3, 2009
  - Pandemic Legacy: Season 1: Nominierungsliste 2016
- Österreichischer Spielepreis:
  - Pandemie: Spiele für Experten 2009
- Gamers Choice Awards:
  - Pandemic Legacy: Season 1: Multiplayer: Nominees 2016
- Mensa Select Games:
  - Forbidden Island: Auswahl 2009
  - Forbidden Desert: Auswahl 2013
- MinD-Spielepreis:
  - Pandemie: 2011 Sieger

## Ludographie (Auswahl)
Matt Leacock entwickelte zahlreiche Brettspiele sowie insbesondere zu dem erfolgreichen Spiel Pandemie mehrere Ergänzungen:
- 2000: Lunatix Loop
- 2008: Im Wandel der Zeiten: Das Würfelspiel – Bronzezeit (Roll Through the Ages: The Bronze Age)
- 2008: Pandemie (Pandemic)
- 2009: Pandemie: Auf Messers Schneide (Pandemic: On the Brink)
- 2010: Die verbotene Insel (Forbidden Island)
- 2013: Pandemie: Im Labor (Pandemic: In the Lab)
- 2013: Die vergessene Stadt (Forbidden Desert)
- 2015: Thunderbirds
- 2013: Pandemie: Die Heilung (Pandemic: The Cure)
- 2013: Pandemie: Ausnahmezustand (Pandemic: State of Emergency)
- 2014: Im Wandel der Zeiten: Das Würfelspiel – Eisenzeit (Roll Through the Ages: The Iron Age)
- 2015: Pandemic Legacy: Season 1 (mit Rob Daviau)
- 2016: Pandemie: Die Schreckensherrschaft des Cthulhu (Pandemic: Reign of Cthulhu)
- 2016: Pandemic Iberia
- 2016: Knit Wit
- 2016: Chariot Race: Das große Wagenrennen
- 2017: Space Escape
- 2017: Pandemic: Steigende Flut
- 2017: Pandemic Legacy: Season 2 (mit Rob Daviau)
- 2018: Pandemic: Untergang Roms (mit Paolo Mori)
- 2018: Forbidden Sky
- 2018: Blank: Blankdemic (mit Colleen Leacock)
- 2019:	Era: Medieval Age
- 2020: Pandemic: Hot Zone – Nordamerika
- 2020: Pandemic Legacy: Season 0 (mit Rob Daviau)
- 2021: Pandemic: Hot Zone – Europa
- 2023: e-Mission (mit Matteo Menapace)
- 2023: Forbidden Jungle
- 2023: Zug um Zug Legacy: Legenden des Westens (mit Alan R. Moon, Rob Daviau)
- 2024: Ziggurat